# 퀴노아

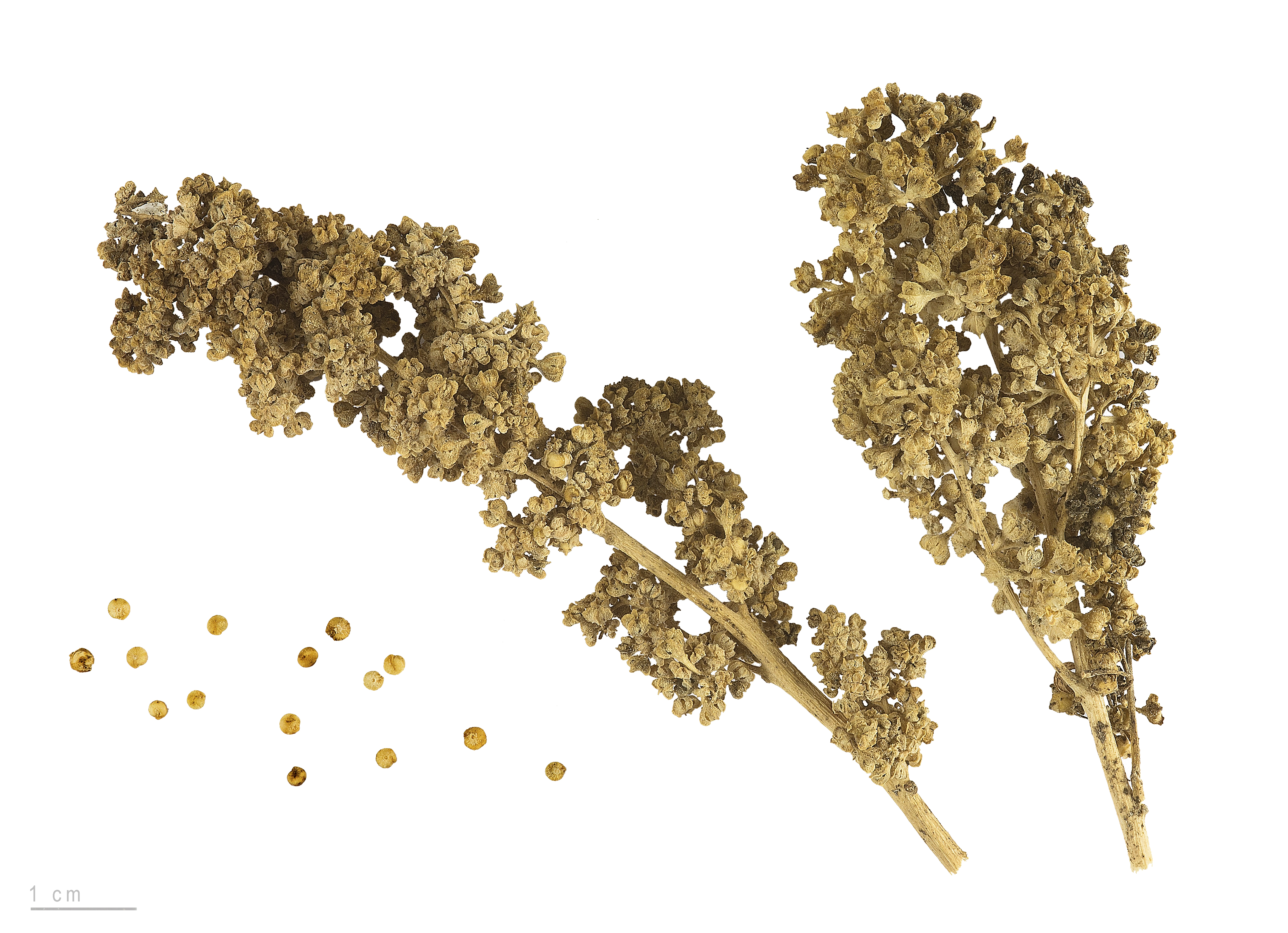
Chenopodium quinoa -red faro-

퀴노아(영어: quinoa, Quechua kinwa 또는 kinuwa에서 유래)는 비름과 명아주속의 개화식물이다.

## 재배
남아메리카 안데스산맥의 고원에서 자라는 곡물이며 잉카어로 '곡물의 어머니'라는 의미를 갖고 있다. 원산지는 페루, 볼리비아, 에콰도르, 콜롬비아, 칠레의 안데스 지역이고 티티카카 호수 분지에서 식용을 목적으로 3000년~4000년 전부터 재배되었다. 해발 2,500~4,000m의 고산지대에서 자라며 적응력이 강해 기후환경을 크게 가리지 않고 토양이 건조해도 재배가 용이하다.

## 특징
쌀보다 작은 좁쌀 크기의 원형이며 색은 흰색, 붉은색, 갈색, 검은색 등이 있다. 또한 퀴노아는 고단백 식품으로 나트륨이 거의 없고 글루텐 또한 없어 건강식품으로 주목을 받고 있다.국제연합식량농업기구에서는 2013년을 '세계 퀴노아의 해(International Year of Quinoa)'로 지정하고 쌀을 대체하는 주요 식량자원(작물)이자 완전식품으로 평가했다.

## 이용
보통 쌀과 비슷한 방법으로 조리하며 쌀과 함께 밥을 지어 먹거나 익혀서 채소와 곁들여 먹기도 하고 가루를 내어 과자나 음료를 만들기도 한다.

## 같이 보기
- 치아 (식물)